# Brachypremna similis
Brachypremna similis är en tvåvingeart som beskrevs av Samuel Wendell Williston  1900. Brachypremna similis ingår i släktet Brachypremna och familjen storharkrankar. Inga underarter finns listade i Catalogue of Life.